# Lepenski Vir

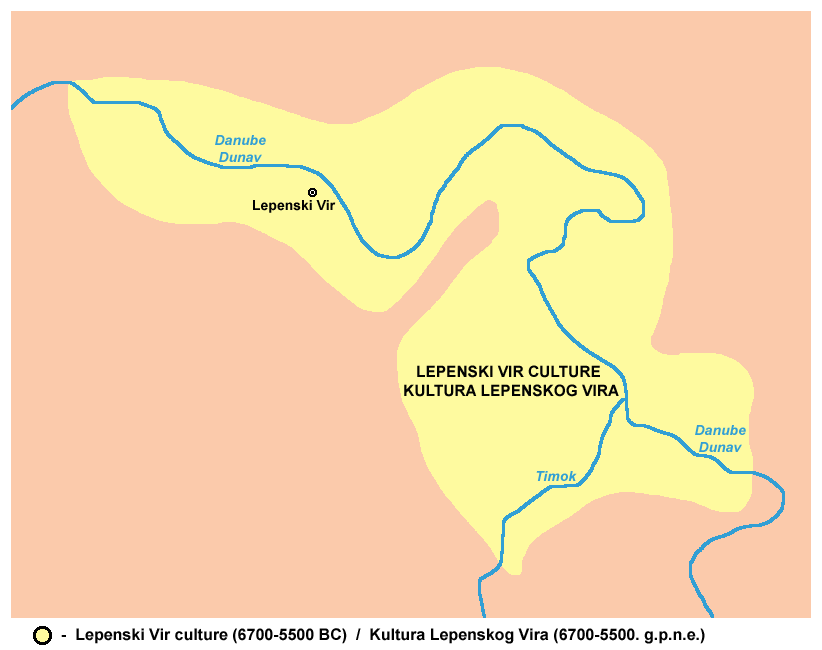

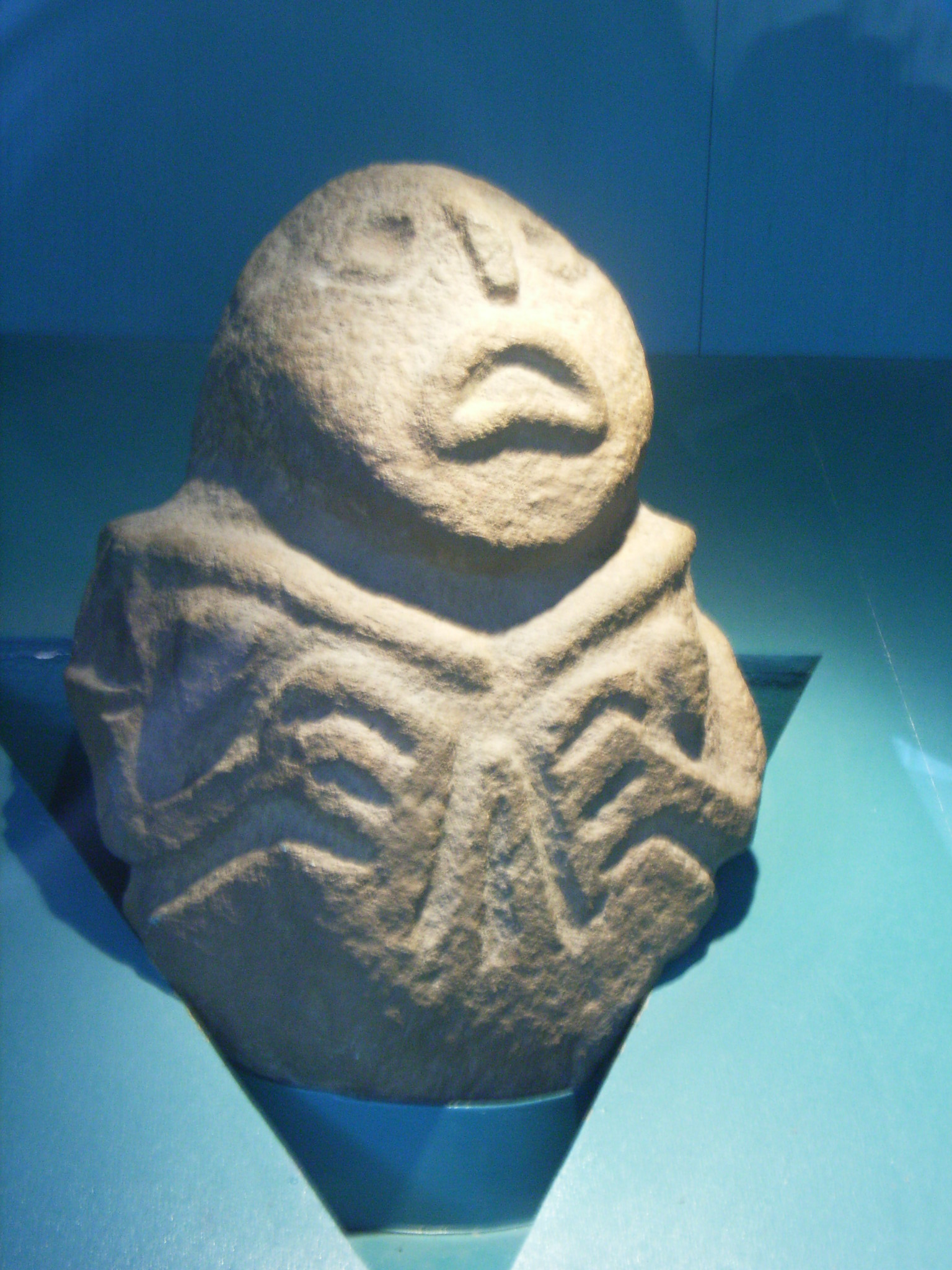
Escultura de Lepenski Vir.

Lepenski Vir es un asentamiento de la prehistoria europea localizado en Serbia que data de más de 8000 años y que desarrolló un sistema económico y sociocultural elaborado. Se encuentra cerca al río Danubio, concretamente, a su paso en el desfiladero de las Puertas de Hierro. Las principales excavaciones fueron realizadas entre 1965 y 1971 por Dragoslav Srejović, de la Universidad de Belgrado. Se han encontrado herramientas hechas en piedra y en hueso, así como hogares y numerosos objetos religiosos entre los que se encuentran esculturas únicas hechas en piedra.
El asentamiento evidencía la transición gradual de un modo de vida de cazadores-recolectores a otro de agricultura más sedentario, típico del Neolítico. Lepenski Vir incluye las primeras obras de arte monumentales en Europa Central y Sudoriental, así como las más antiguas formas organizadas de vida social, económica y religiosa en la cuenca del Danubio. Esta civilización sabía de arquitectura, urbanismo, geometría, matemáticas, astronomía, arte y religión.
A través de su arte, sus creencias y modos de subsistencia, esta civilización ha cruzado el abismo que aún existía entre el Mesolítico y Neolítico en las culturas del Danubio. Según la UNESCO, Lepenski Vir es "un impresionante ejemplo de la relación entre el hombre y la naturaleza, del papel y la importancia del medio ambiente natural para la organización de la vida y la cultura en general."

## Estructura social
La cultura que se encuentra en Lepenski Vir desciende directamente de los primeros cazadores-recolectores hallados en Europa, ya que hay ciertos paralelismos con restos encontrados en Brno. Las evidencias arqueológicas de ocupaciones en cueva, en Europa, de cazadores recolectores llegan hasta el 20000 a. C., pero no sería hasta el 7000 a. C. cuando veremos ocupaciones similares a las de Lepenski Vir en una meseta de pequeña altura.
La estructura social compleja estaba dominada por un culto religioso que probablemente servía para unir y coordinar la actividad de sus miembros. Han sido hallados numerosos objetos sacrales que apoyarían esta teoría. El más remarcable ejemplo sería un tipo de escultura único de la cultura de Lepensky Vir, que sería uno de los primeros representantes del arte sacral europeo.
Esta estructura social respondería a la producción agrícola. Una vez se tienen productos agrícolas, aumenta la calidad de vida y se modifican los viejos hábitos de vida. Los mecanismos de evolución siguen sin estar claros, pero todo apunta más a desarrollo indígena que a invasión extranjera.

## Arquitectura
El área del asentamiento principal de Lepenski Vir fue ocupada entre el Mesolítico y el Neolítico en diferentes fases. Alrededor de la zona principal se encuentran varias villas satélite con la misma cultura y habitadas en el mismo periodo temporal. Los restos arqueológicos encontrados en las zonas de alrededor muestran asentamientos temporales que dejaron algunas construcciones, probablemente destinadas a épocas concretas de caza y recolección. Esto sugiere que serían sociedades seminómadas con una economía distribuida entre la explotación de los recursos del área y algunos aprovechados por temporadas.
El asentamiento está claramente planificado. Todas las casas están construidas siguiendo un patrón geométrico, lo cual denota una arquitectura propia de esta cultura: es uno de sus mayores logros. A las afueras del yacimiento se encuentra una necrópolis muy elaborada. Las únicas excepciones eran ciertos ancianos que eran enterrados detrás de las chimeneas en las casas, siguiendo un ritual religioso.
En siete asentamientos en torno a Lepenski Vir se han encontrado 136 residencias y edificios sacrales con fechas de entre 6500 y 5500. La disposición básica del asentamiento consiste en dos alas principales y una zona central vacía que haría las veces de plaza del pueblo o lugar de encuentro. El asentamiento está dividido radialmente con numerosos caminos, todos tomando el río como eje. Las villas de alrededor son paralelas a los acantilados circundantes.
La base de cada vivienda del asentamiento está construida a modo de triángulo equilátero en vez de forma redonda o circular.
El interior de cada casa incluye una chimenea construida con piedras rectangulares. Las chimeneas se extienden más al fondo para crear pequeñas capillas en la parte posterior de la casa. Siempre estaban decoradas con esculturas talladas en piedras de río que podían representar a los dioses o a viejos habitantes de la zona. Otro hecho significante es que en el centro de las casas hay una pequeña depresión circular, lo cual podría ser una especie de altar.

## Escultura
Todas las esculturas fueron talladas a partir de cantos rodados de arenisca encontrados en el margen del río.
Las esculturas pueden ser separadas en dos categorías, una simple con ciertos dibujos geométricos y otras antropomorfas. Estas últimas son más interesantes, ya que todas las figuras están modeladas con expresiones un tanto dantescas. Únicamente la cara y la cabeza están modeladas de forma natural, aunque con ciertos rasgos como la nariz un tanto deformados. Pelo, brazos y manos pueden adoptar diferentes formas, e incluso hay algunos con estructura similar a un pez. Esto sugeriría que algún tipo de rito o veneración hacia el río.